# Championnat de Slovénie de football 1995-1996
Navigation
Saison précédente Saison suivante
La saison 1995-1996 du Championnat de Slovénie de football était la 5e édition de la première division slovène à poule unique, la PrvaLiga. Les dix meilleurs clubs slovènes jouent les uns contre les autres à quatre reprises durant la saison, deux fois à domicile et deux fois à l'extérieur. En fin de saison, le dernier du classement est directement relégué en deuxième division tandis que l'avant-dernier dispute un barrage face au 2e de D2 pour tenter de conserver sa place parmi l'élite.
C'est le HIT Gorica qui termine en tête du championnat et remporte son premier titre de champion. Le HIT Gorica devance de trois points le quadruple champion de Slovénie en titre, l'Olimpija Ljubljana. L'Olimpija se console en remportant une nouvelle fois la Coupe de Slovénie.

## Les 10 clubs participants
| - Olimpija Ljubljana - Maribor Branik - NK Izola - HIT Gorica - NK Mura | - Publikum Celje - NK Rudar Velenje - Potrošnik Beltinci - NK Koroton Suvel Prevalje - NK Primorje |

## Compétition

### Classement
Le barème de points servant à établir le classement se décompose ainsi :
- Victoire : 3 points
- Match nul : 1 point
- Défaite : 0 point

| Rang | Équipe                     | Pts | J  | G  | N  | P  | Bp | Bc  | Diff |
| ---- | -------------------------- | --- | -- | -- | -- | -- | -- | --- | ---- |
| 1    | HIT Gorica                 | 67  | 36 | 18 | 13 | 5  | 49 | 22  | +27  |
| 2    | Olimpija Ljubljana (T) (C) | 64  | 36 | 19 | 7  | 10 | 79 | 39  | +40  |
| 3    | NK Mura                    | 58  | 36 | 15 | 13 | 8  | 43 | 29  | +14  |
| 4    | Maribor Branik             | 53  | 36 | 14 | 11 | 11 | 47 | 32  | +15  |
| 5    | Publikum Celje             | 51  | 36 | 13 | 12 | 11 | 62 | 47  | +15  |
| 6    | Potrošnik Beltinci         | 50  | 36 | 13 | 11 | 12 | 41 | 40  | +1   |
| 7    | NK Rudar Velenje           | 49  | 36 | 13 | 10 | 13 | 46 | 37  | +9   |
| 8    | NK Primorje                | 48  | 36 | 13 | 9  | 14 | 56 | 48  | +8   |
| 9    | NK Koroton Suvel Prevalje  | 42  | 36 | 11 | 9  | 16 | 44 | 46  | -2   |
| 10   | NK Izola                   | 8   | 36 | 1  | 5  | 30 | 13 | 140 | -127 |

|  | Qualification pour la Coupe UEFA 1996-1997                                                    |
|  | Qualification pour la Coupe des Coupes 1996-1997                                              |
|  | Qualification pour la Coupe Intertoto 1996                                                    |
|  | Participation au barrage de promotion-relégation                                              |
|  | Relégation directe en deuxième division                                                       |
|  | (T) Tenant du titre (C) Vainqueur de la Coupe de Slovénie (P) Club promu de deuxième division |

#### Barrage de promotion-relégation
| Équipe 1                       | Résultat | Équipe 2           | Aller | Retour |
| ------------------------------ | -------- | ------------------ | ----- | ------ |
| NK Koroton Suvel Prevalje (D1) | 3 - 1    | Nafta Lendava (D2) | 2 - 1 | 1 - 0  |

## Bilan de la saison
| Championnat de Slovénie de football 1995-1996 |                        |
| Champion                                      | HIT Gorica (1er titre) |
| Coupes et trophées                            |                        |
| Vainqueur de la Coupe de Slovénie 1995-1996   | Olimpija Ljubljana     |
| Qualifications continentales                  |                        |
| Coupe des Coupes 1996-1997                    | Olimpija Ljubljana     |
| Coupe UEFA 1996-1997                          | HIT Gorica             |
| Coupe UEFA 1996-1997                          | NK Mura                |
| Coupe Intertoto 1996                          | Maribor Branik         |
| Promotions et relégations                     |                        |
| Promus en PrvaLiga                            | NK FC Koper            |
| Relégués en Division 2                        | NK Izola               |